# Chiesa di San Giorgio (Brunico)
La chiesa parrocchiale di San Giorgio (Pfarrkirche zum hl. Georg in tedesco) è il principale luogo di culto dell'omonima frazione di Brunico, in provincia di Bolzano.

## Storia
È menzionata già in documenti del IX secolo. Con tutta probabilità, all'epoca era una costruzione di legno di cui oggi non sussistono tracce. Numerosi resti di una successiva chiesa romanica in pietra sono stati rinvenuti nel corso di restauri recenti. La pianta originaria era rettangolare, larga come l'attuale ma lunga poco più della metà. In un secondo momento le venne aggiunta un'abside semicircolare, portata alla luce nel corso dei restauri del 1978. Tra le pietre utilizzate per la chiesa ve n'è una, che deve risalire ad epoche molto antiche, in cui è inciso lo schema del gioco del mulino.
La chiesa venne ampliata a più riprese, nel corso dei secoli. In particolare i due rifacimenti maggiori si ebbero in epoca gotica e tardo-gotica. Al termine della ricostruzione iniziata nel 1475, il vescovo di Bressanone Konrad Reichard consacrò la nuova chiesa il 21 gennaio 1483, con un atto, tuttora conservato, in cui stabiliva che la festa della chiesa si sarebbe celebrata ogni anno la domenica successiva a san Bartolomeo (24 agosto). Ancor oggi il Kirschta (festa della chiesa) si svolge l'ultima domenica di agosto. Nel 1983 è stato celebrato il cinquecentesimo anniversario della consacrazione.
Dal punto di vista amministrativo, la chiesa di San Giorgio (Pfarrkirche zum hl. Georg in St. Georgen) è parrocchiale solo a partire dal 1932. In precedenza essa è stata a lungo alle dipendenze della parrocchia di Gais, a seguito della decisione in tal senso dell'imperatore Enrico II nel 1014, che aveva colà dei possedimenti. Prima di tale data San Giorgio costituiva parrocchia da tempo immemorabile. In seguito, nel 1442 venne istituita una curazia (Kaplanei) affidata a un cappellano (Kaplan), residente a S. Giorgio e destinato ad officiare nella chiesa di San Giorgio e in quella di Villa S. Caterina. Tale curazia si mantenne (con una parentesi tra il 1594 al 1671) finché, nel 1732-1733 venne trasformata in espositura. L'ultimo esposito (Expositus), Ferdinand Wachtler, fu anche il primo parroco, nel 1932, della nuova parrocchia.
Secondo il documento di consacrazione, la chiesa, dedicata a San Giorgio, a Sant'Andrea apostolo, a san Floriano, a San Michele ed ai santi Tre Re, avrebbe ospitato le reliquie di san Giorgio, Sant'Andrea, San Pietro, San Giacomo, San Filippo e di San Lamberto, San Nicola, Sant'Ulrico, Sant'Ingenuino, San Maurizio, Sant'Enrico, San Lorenzo, San Cristoforo, San Pancrazio, e le sante Agnese, Cristina, Cunegonda, Maria Maddalena, oltre a terra proveniente dal Santo Sepolcro e dalle sepolture di altri santi.

## Descrizione
La chiesa ha ospitato e ospita tuttora diverse opere d'arte, di varie epoche. Un affresco accanto alla porta di ingresso, raffigurante una crocifissione con San Giorgio e Santa Caterina, è attribuito a Mastro Hans di Brunico (fine XIV secolo). Il campanile risale anch'esso al XIV secolo (iniziato intorno al 1375 e concluso circa un secolo dopo), e anche se venne rifatto in diverse occasioni (tra l'altro fu danneggiato da fulmini nel 1692, nel 1725 e nel 1823), conserva ad esempio alcuni interessanti doccioni teriomorfi gotici. Altri affreschi della facciata ritraggono San Cristoforo (inizi del XV secolo, a destra dell'ingresso) e la Madonna con San Giorgio e Santa Caterina (XVIII secolo, sopra l'ingresso)
La pala d'altare lignea originale, conservata oggi nel "Palais des beaux-arts" di Lilla), risale agli anni 1480-1490. In esso sono raffiguranti: al centro San Giorgio che uccide il drago, a sinistra Sant'Andrea e a destra un santo non identificato, con un copricapo a turbante. Nella predella, al centro tre mezze figure lignee: Cristo (Christus passus, Schmerzensmann) tra due apostoli. Ai lati due tavole raffiguranti Enrico II il Santo e la moglie, Santa Cunegonda, fondatori della parrocchia di Gais da cui per lungo tempo San Giorgio dipese.
Diversi frammenti di affreschi nell'interno della chiesa risalgono al XIV e XV secolo, mentre un grande affresco sulla facciata, sopra la porta di ingresso, raffigurante la Madonna col Bambino, San Giorgio e Santa Caterina, è del XVIII secolo. L'altare attuale (del XVII secolo, come la mobilia della sacrestia e diversi calici e paramenti), ospita una scultura lignea della Madonna col Bambino di Michael Parth, del 1520 circa.